# Bad Company UK
Bad Company UK (auch Bad Company) ist ein britisches Drum-and-Bass-Produzenten-Quartett aus London. Die Mitglieder Dan Stein (DJ Fresh), Darren White, Jason Maldini und Michael Wojcicki erlangten vor allem durch das Lied The Nine erste größere Bekanntheit in der Drum-and-Bass-Szene.

## Geschichte
Maldini veröffentlichte zunächst mit White als Future Forces. Dan Stein als Absolute Zero und zusammen mit Wojcicky als Fresh & Vegas auf Musiklabels wie Renegade Hardware oder Metro Recordings.
1998 schlossen sie sich zu Bad Company zusammen und veröffentlichten 1999 The Nine, The Pulse und ihr erstes Album Inside the Machine. DJ Fabio, Grooverider, Andy C und Goldie sprachen sich für jene Veröffentlichungen aus, wodurch Bad Company schnell einen größeren Bekanntheitsgrad erlangte.
Nach zahlreichen weiteren Veröffentlichungen gingen die Mitglieder 2003 schließlich wieder getrennte Wege. Dan Stein erreichte als DJ Fresh die britischen Charts. Darren White veröffentlichte als dBridge zahlreiche Solo-Projekte und gründete das Musiklabel Exit Records. Jason Maldini und Michael Wojcicki veröffentlichten als Maldini & Vegas, gemeinsam mit Uman als Blokhe4d und gründeten das Label Bad Taste Recordings. Außerdem hielten Maldini und Vegas den Namen Bad Company fortan als Bad Company UK aufrecht.
2008 wurde The Nine von den Lesern des Kmags (ehemals Knowledge Magazine) zur besten Drum-and-Bass-Single aller Zeiten gewählt.
2013 kamen White, Maldini und Wojcicki zum 10-jährigen Bestehen von Exit Records noch einmal für ein gemeinsames DJ-Set zusammen. Anfang 2014 wurden die Lieder The Nine, Dogfight und The Bridge digital geremastert und neuveröffentlicht. The Fear EP ist Mitte 2014 auf Schallplatte neu erschienen.
Nachdem Dan Stein 2014 angedeutet hatte, dass er an eine Wiedervereinigung der Gruppe denke, geben Bad Company UK im Februar 2016 den erneuten Zusammenschluss bekannt. Kurz darauf erschien die erste neue Single, Equilibrium, als kostenloser Download.

## Diskografie

### Alben
- Inside the Machine (2000, BC Recordings)
- Digital Nation (2000, BC Recordings)
- Book of the Bad (2001, BC Recordings)
- Shot down on Safari (2002, BC Recordings)
- Ice Station Zero (2018, RAM Records Ltd.)[11]

### EPs
- The Fear EP (1999, BC Recordings)
- Twisted EP (1999, Virus Recordings), Seizure und Skin Tag
- Ad Infinitum (2003, BC Recordings)

### Singles
- The Nine / The Bridge (1998, BC Recordings)
- The Pulse / China Cup (1999, Prototype Recordings)
- Coma / Spraycan (2000, BC Recordings)
- The Nine / Dogfight (2001, BC Recordings), Neuveröffentlichung von The Nine
- Planet Dust / Speedball (2001, Prototype Recordings)
- Spacehopper / Tonight (2001, RAM Records)
- Rush Hour / Blind (2002, BC Recordings)
- Nomad / Equilibrium (2016, RAM Records)

### Remixe
- Fortran – Sardines (Bad Company Remix) (1999, Metro Recordings), erschienen auf Level_01
- Pressure Rise – Stranger (Bad Company Remix) (1999, Aspect)
- Bad Company – The Pulse 2000 (Bad Company Remix) (2000, Prototype Recordings), erschienen auf der Connexions EP
- Q-Project – Champion Sound (Bad Company Remix) (2000, C.I.A.)
- Ray Keith – Something Out There (Bad Company Remix) (2000, UFO)
- Moving Fusion – Atlantis (Bad Company Remix) (2001, RAM Records)
- Adam F feat. Redman – Smash Sumthin (Bad Company Remix) (2002, Kaos Recordings)
- Total Science – Squash (Bad Company Remix) (2003, Advanced Recordings)